# Llanfair Talhaiarn
Llanfair Talhaiarn är en community i Storbritannien.   Den ligger vid floden Elwy i kommunen Conwy och riksdelen Wales, i den södra delen av landet, 300 km nordväst om huvudstaden London.